# Lyne Poirierová
Lyne Poirierová (* 16. června 1968) je bývalá kanadská zápasnice – judistka.

## Sportovní kariéra
Vrcholově se připravovala v Trois-Rivièresu pod vedením Gérarda Blancheta a Roberta Arboura. V kanadské ženské reprezentaci se pohybovala od roku 1986 v superlehké váze do 48 kg a od roku 1990 v pololehké váze do 52 kg. V roce 1992 se kvalifikovala na olympijské hry v Barceloně, kde v úvodním kole prohrála na body s Portugalkou Paulou Saldanhaovou. Sportovní kariéru ukončila v polovině devadesátých let dvacátého století.

## Výsledky
| Turnaj                  | 1986       | 1987       | 1988       | 1989       | 1990           | 1991           | 1992           |
| Turnaj                  | 18         | 19         | 20         | 21         | 22             | 23             | 24             |
| Turnaj                  | superlehká | superlehká | superlehká | superlehká | pololehká váha | pololehká váha | pololehká váha |
| ----------------------- | ---------- | ---------- | ---------- | ---------- | -------------- | -------------- | -------------- |
| Olympijské hry          |            |            | —          |            |                |                | úč.            |
| Mistrovství světa       | úč.        | 5.         |            | —          |                | úč.            |                |
| Panamerické hry         |            | 3.         |            |            |                | ?              |                |
| Panamerické mistrovství | —          |            | 2.         |            | —              |                | —              |